# 1506 en musique classique
| \| • Retour à la chronologie générale de la musique classique • \| |
| Grèce • Rome • Haut Moyen Âge • VIIIe siècle • IXe siècle • Xe siècle • XIe siècle XIIe siècle • XIIIe siècle • XIVe siècle • XVe siècle • XVIe siècle • XVIIe siècle XVIIIe siècle • XIXe siècle • XXe siècle • XXIe siècle |
| • Retour à la chronologie générale de la musique classique • |

| Années en musique classique : 1503 - 1504 - 1505 - 1506 - 1507 - 1508 - 1509    |
| Décennies en musique classique : 1470 - 1480 - 1490 - 1500 - 1510 - 1520 - 1530 |

## Événements

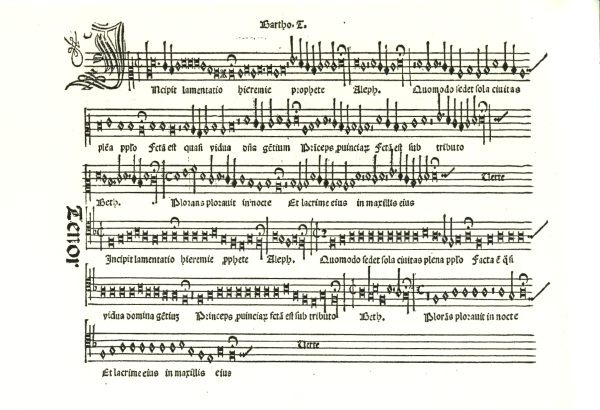
Partition d'une œuvre de Tromboncino

- Publication de plusieurs œuvres musicales de Bartolomeo Tromboncino dont ses Lamentations, un motet et des frottoles.

## Naissances
- Cornelis Canis, compositeur franco-flamand et maître de chapelle († 16 février 1561).
- Johannes Lupi, compositeur franco-flamand († 20 décembre 1539).

## Décès
- 15 août : Alexander Agricola, compositeur franco-flamand (° vers 1445-1446).

Sans date:
- Ludwig Götze, Thomaskantor de l'église Saint-Thomas de Leipzig (° vers 1450)